# پلتنبرگ
پلِتِنْبِرگ (به آلمانی: Plettenberg) شهرکی در شهرستان مارکیشر کرایست در ایالت نوردراین-وستفالن در کشور آلمان است.